# Accademia nazionale virgiliana
L'Accademia Nazionale Virgiliana di Scienze Lettere ed Arti è un’istituzione scientifica italiana.
Gli scopi principali dell’Accademia sono la produzione di studi originali in ogni campo del sapere, la promozione della ricerca scientifica, l’approfondimento della conoscenza di Virgilio e delle sue opere nonché della storia di Mantova e del suo territorio, il coordinamento e la diffusione culturale. Ha sede nel palazzo di via Accademia 47 a Mantova.

## Storia
L’Accademia Nazionale Virgiliana si inserisce nella lunga tradizione dei sodalizi letterari e artistici sorti a Mantova in epoca gonzaghesca.
Nel XVII secolo, operava in Mantova l’Accademia degli Invitti che, nel 1648, assunse il nome di Accademia dei Timidi. Molto attiva nella vita cittadina, la sua attività era orientata alle rappresentazioni sceniche nonché alle dissertazioni in prosa e in versi, in latino e in italiano.
Giuseppe II, co-reggente con la madre, l'imperatrice Maria Teresa, il 20 luglio 1767 informò il conte Firmian, governatore della Lombardia, della sua intenzione di riformare l’Accademia dei Timidi, aprendola agli studi scientifici. Si decise che la scelta dei suoi membri fosse estesa all’élite intellettuale di tutta la Lombardia austriaca e che la rinnovata accademia fosse suddivisa in quattro classi: Filosofia, Matematica, Fisica sperimentale, Belle Lettere.

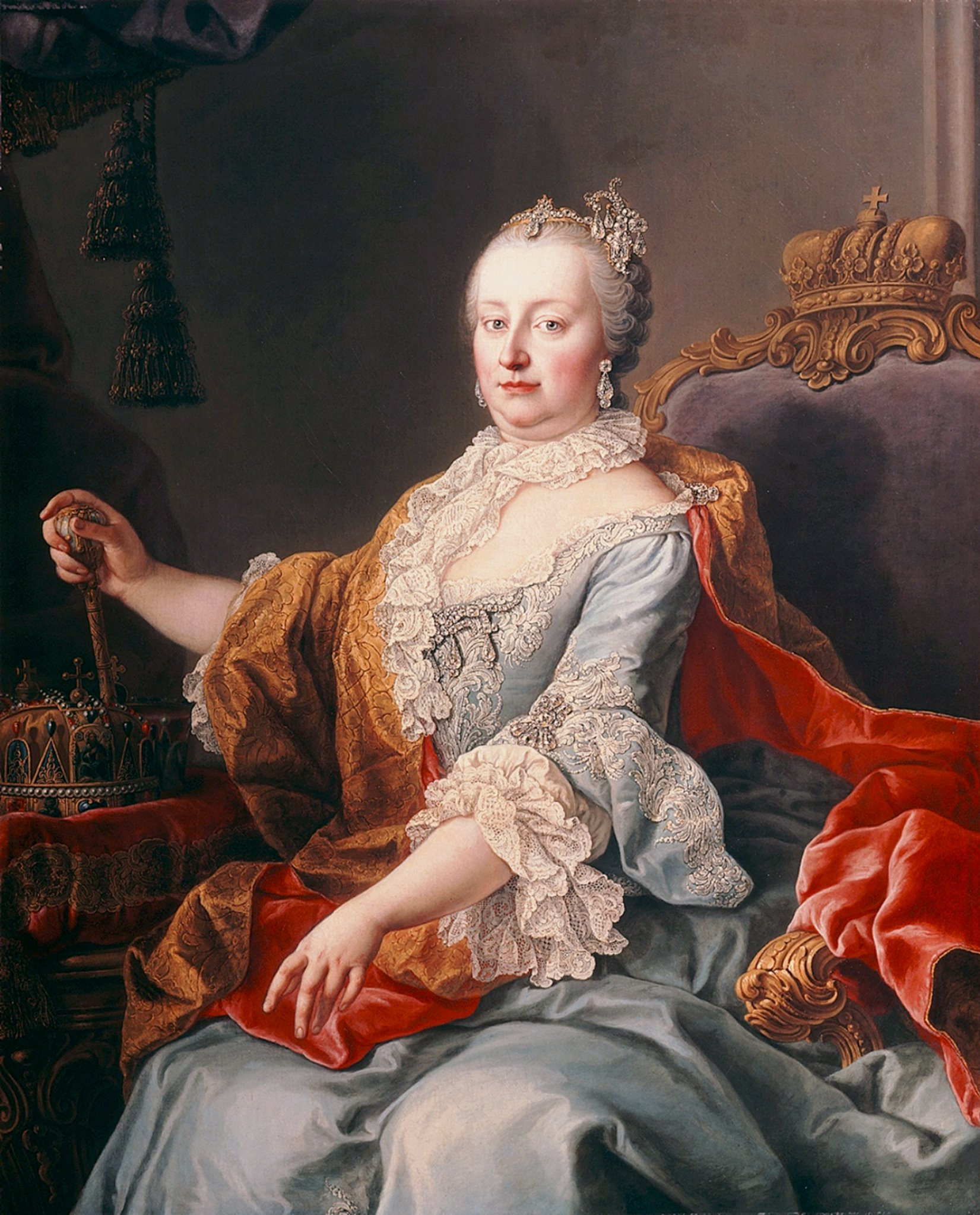
Maria Teresa d'Austria (1717-1780)

L’atto formale di istituzione dell’Accademia da parte di Maria Teresa, Imperatrice d'Austria è datato 4 marzo 1768. Con il nome di "Reale Accademia di Scienze e Belle Lettere", l’Accademia divenne, nel periodo asburgico, una vera e propria istituzione universitaria, celebre in Italia e all'estero. Nel 1769, alla morte del pittore Giuseppe Bazzani, Maria Teresa conferì a Giuseppe Bottani la nomina a direttore della sezione di disegno e pittura. Venne fusa nel 1775 con l'Accademia di Pittura, Scultura e Architettura, della quale il primo direttore era stato lo Schivenoglia, cui era succeduto nel 1758 lo stesso Giuseppe Bazzani, che conservò la carica di direttore dopo la fusione.
Le attività dell’Accademia comprendevano studi e ricerche in ogni campo del sapere dell’epoca. Ha stimolato studi sui problemi più importanti del tempo, in particolare sull’idraulica e sulle acque pubbliche, sulle condizioni igieniche e su temi medico-chirurgici.
A seguito della Campagna d'Italia di Napoleone Bonaparte e del conseguente nuovo assetto territoriale della città di Mantova, venne deciso un nuovo piano dell’Accademia, che avrebbe mutato nome, assumendo il titolo di Accademia Virgiliana il 31 maggio 1797.
Con la Restaurazione, importanti nomi di studiosi di fama, nazionali e internazionali, furono associati all’Accademia, tra i quali Lazzaro Spallanzani, Cesare Beccaria, Alessandro Volta e Pietro Vincenzo Monti. L’imperatore Francesco Giuseppe rivitalizzò l’Accademia Virgiliana e, con decreto imperiale del 22 gennaio 1865, le accordò l’appellativo di Regia.
L’attività dell’Accademia non venne modificata dal plebiscito del Veneto del 1866, che sancì l’annessione al Regno d'Italia delle province venete e della provincia di Mantova. Con Regio Decreto n. 2376 del 16 ottobre 1934, la Reale Accademia Virgiliana di Mantova ebbe un nuovo statuto.
In seguito alla pubblicazione delle leggi razziste antiebraiche, l'allora presidente dell'Accademia, Pietro Torelli, dimise in data 13 febbraio 1939 dal grado accademico i dodici membri di origine ebraica che erano Gino Fano, Umberto Norsa, Gino Norsa, Giulio Vivanti, Enrico Finzi, Alda Levi Spinazzola, Ezio Levi D'Ancona, Achille Loria, Gino Loria, Gino Segrè, Alberto Franchetti e Riccardo Dalla Volta.
La proclamazione della Repubblica Italiana non interferì con i lavori dell’Accademia, che assunse l’attuale denominazione, nel 1981, a seguito del D.P.R. 2 maggio 1981, n. 371.

## Sede

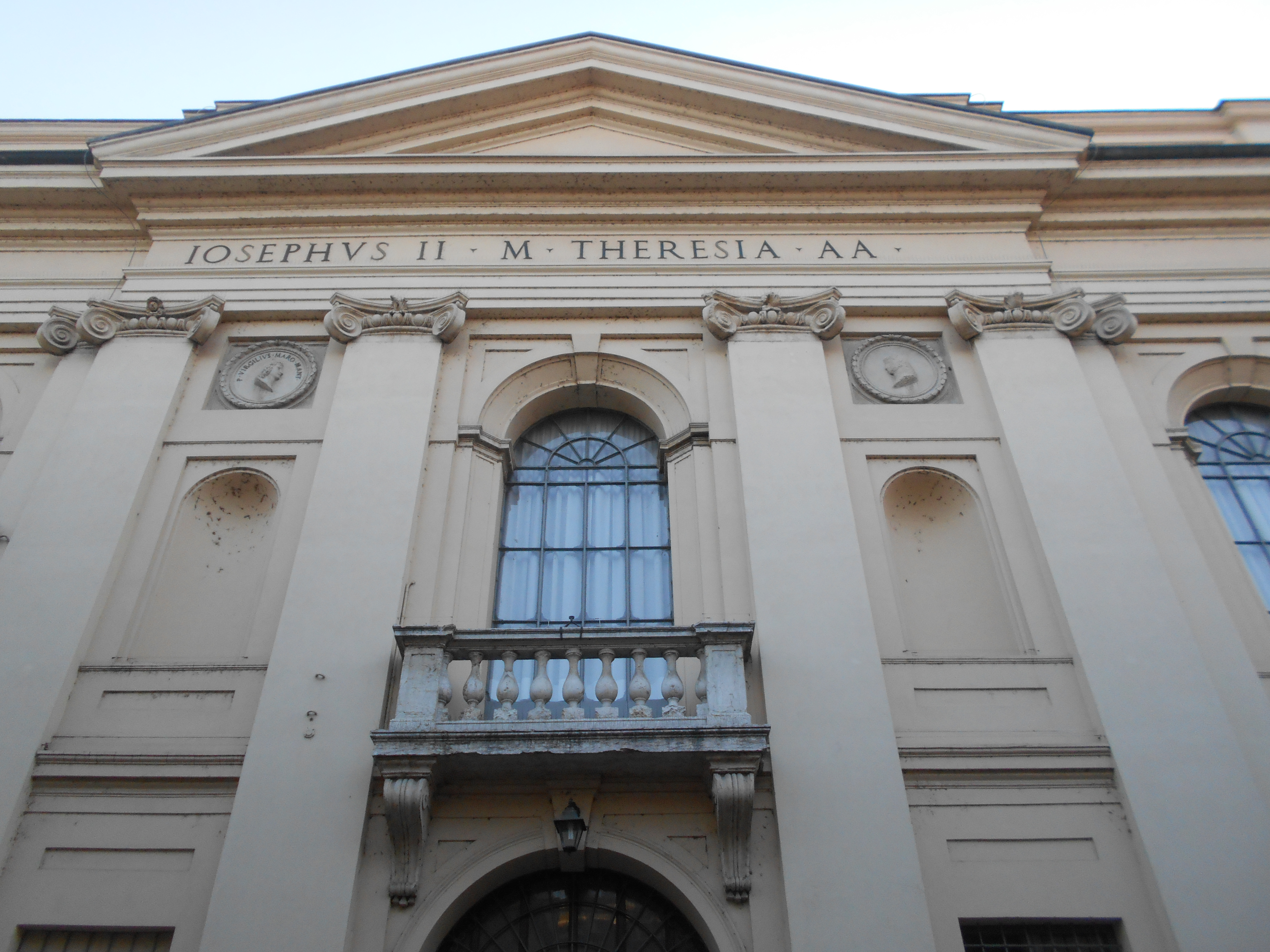
Mantova, Palazzo dell'Accademia Nazionale Virgiliana (particolare)

Sede dell’Accademia Nazionale Virgiliana è il Palazzo dell'Accademia nazionale virgiliana, costruito sulla parcella precedentemente occupata dalla dimora dei Gonzaga di Guastalla e dai locali di pertinenza dell’Accademia dei Timidi.
Nel palazzo, progettato da Giuseppe Piermarini e Paolo Pozzo in stile neoclassico, si trova il Teatro Scientifico di Antonio Galli da Bibbiena, con pianta a campana e quattro ordini di palchi sovrapposti, destinato agli eventi solenni dell’Accademia e inaugurato nel 1769. Wolfgang Amadeus Mozart, tredicenne, vi suonò il 16 gennaio 1770.

## Organizzazione e attività
L'Accademia Nazionale Virgiliana è retta dallo statuto, approvato con decreto n. 1151 del Presidente della Repubblica Italiana in data 19 dicembre 1983 e integrato nel 1996 con decreto del Ministro per i Beni Culturali e Ambientali del 24 aprile 1996.
II Corpo accademico è composto da accademici ordinari, in numero non superiore a 90; da accademici d'onore, il numero non superiore a 10; da accademici d'onore pro tempore in numero non superiore a 10; da soci corrispondenti, in numero non superiore a 60; da accademici soprannumerari.
Gli accademici ordinari e i soci corrispondenti afferiscono a una delle tre classi dell’Accademia: la Classe di Lettere e Arti, la Classe di Scienze Morali e la Classe di Scienze Matematiche, Fisiche e Naturali; per ciascuna Classe sono previsti 30 Ordinari e 20 Corrispondenti.
L'Accademia pubblica dal 1863 i volumi degli "Atti e Memorie” e svolge un'intensa attività editoriale.
L’Accademia Nazionale Virgiliana istituisce, con cadenza biennale, il Premio Internazionale Virgilio, volto a promuovere gli studi sulla figura e l’opera del grande poeta latino, articolato in due sezioni: il "Premio Vergilius" e il "Premio Mantua" (quest’ultimo riservato a studiosi che non abbiano superato, alla data del bando, i 40 anni di età).

## Collezioni

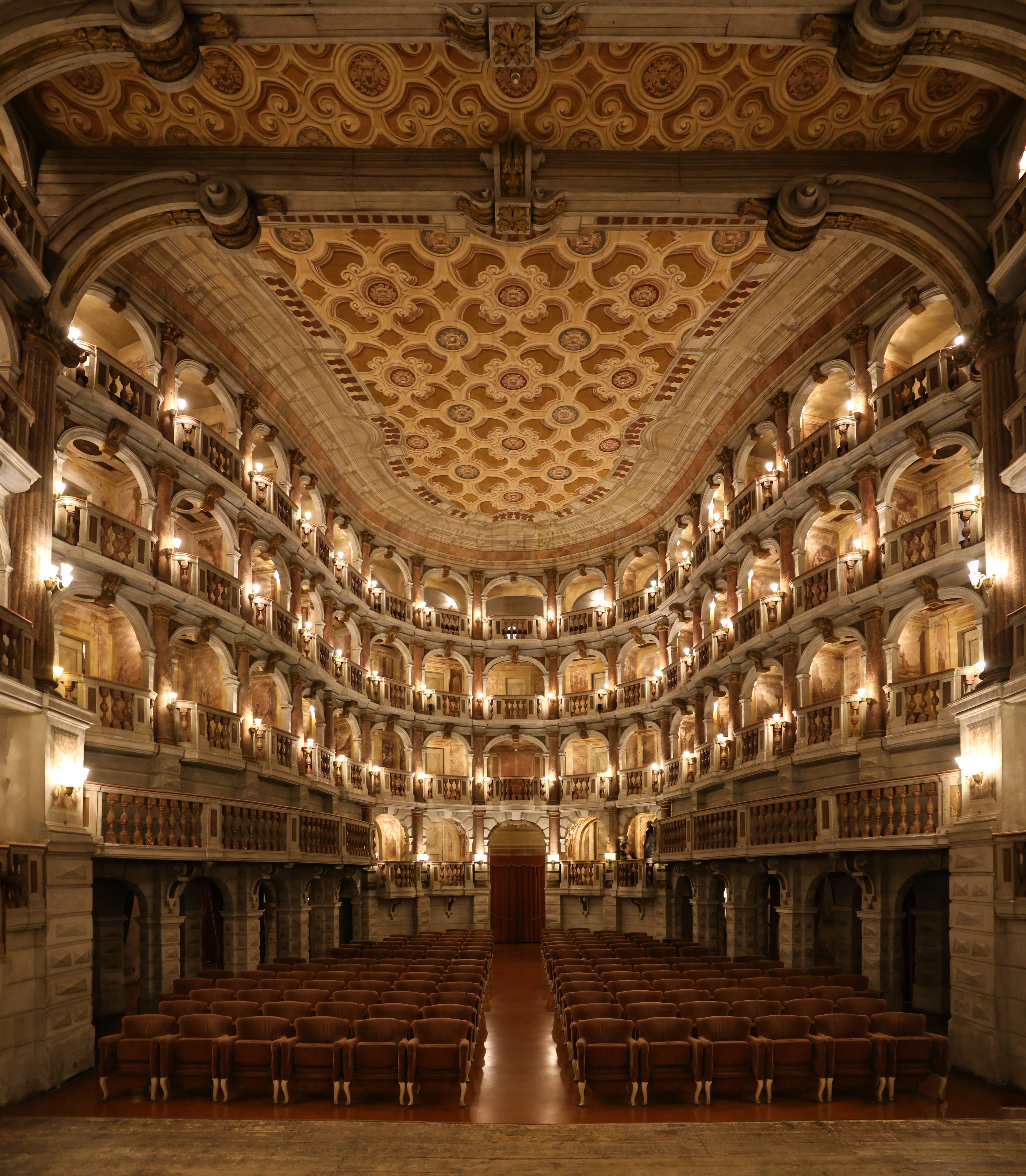
Mantova, Teatro Scientifico

La biblioteca dell’Accademia conserva attualmente un vasto patrimonio librario, composto da oltre 40 000 titoli.
L’Archivio musicale possiede 426 spartiti manoscritti del secolo XVIII. La raccolta comprende soprattutto spartiti di musicisti attivi nel XVIII secolo, quali Johann Christian Bach, Baldassare Galuppi, Francesco Salieri. Molti spartiti musicano opere di Pietro Metastasio.
L’archivio storico dell’Accademia Nazionale Virgiliana di Mantova risale all’epoca della fondazione dell’Accademia stessa. Il materiale documentario conservato riflette da un lato il progressivo sedimentarsi della documentazione prodotta dall’attività amministrativa e contabile dell’Istituto, dall’altro la peculiare produzione scientifica e letteraria, frutto dell’esercizio culturale degli accademici.
Una sezione dell’Archivio storico comprendente le dissertazioni manoscritte (se ne conservano circa 550 suddivise in 20 buste, dalla 42 alla 61) di coloro che parteciparono, tra il 1768 e il 1796, ai concorsi banditi dall’Accademia per le quattro classi di Filosofia, Matematica, Fisica e Belle Lettere; inoltre le Dissertazioni mensuali lette dagli accademici durante le periodiche riunioni e suddivise in vari gruppi di materie: Educazione, Filosofia, Storia naturale, Idraulica, Arti e Mestieri, Belle Lettere, Storia, Belle Arti e Musica, Archeologia, Medicina e Veterinaria, Igiene e Chirurgia, Agronomia, Legislazione, Critica, Matematica.
Nella sezione Fondo Stampe sono digitalizzate centinaia di stampe, ciascuna munita di una specifica scheda tecnica.

## Presidenti
- Carlo Ottavio di Colloredo (1768-1786)
- Giambattista Gherardo d'Arco (1786-1791)
- Girolamo Murari dalla Corte (1792-1798)
- Angelo Petrozzani (1798-1801)
- Girolamo Murari dalla Corte (1801-1832)
- Federico Cocastelli di Montiglio (1834-1847)
- Antonio Guidi di Bagno (1847-1865)
- Adelelmo Cocastelli di Montiglio (1865-1867)
- Giovanni Arrivabene (1867-1881)
- Giambattista Intra (1881-1907)
- Antonio Carlo dall'Acqua (1907-1928)
- Pietro Torelli (1929-1948)
- Eugenio Masè Dari (1948-1961)
- Vittore Colorni (1961-1972)
- Eros Benedini (1972-1991)
- Claudio Gallico (1991-2006)
- Giorgio Bernardi Perini (2006-2009)
- Giorgio Zamboni (2009-2011)
- Piero Gualtierotti (2011-2019)[9]
- Roberto Navarrini (2019-...)[10]

Il titolo di Prefetto fu usato dal 1767 al 1797 e dal 1799 al 1934; il titolo di Presidente dal 1797 al 1799 e dal 1934 a oggi.

## Lista di accademici illustri
- Cesare Beccaria
- Saverio Bettinelli
- Gino Fano
- Giuseppe Franchetti
- Lorenzo Mascheroni
- Sextius Alexandre François de Miollis
- Antonio Paolucci
- Giuseppe Parini
- Attilio Portioli
- Carlo Rosmini
- Antonio Scarpa
- Lazzaro Spallanzani
- Pietro Verri
- Alessandro Volta